# Strychnos
Strychnos és un gènere de plantes amb flor pertanyent a la família de les loganiàcies. El gènere inclou unes 190 espècies d'arbres i lianes de distribució tropical.
- Matacà (Strychnos nux-vomica), d'Àsia tropical és la font del verí de l'estricnina.
- Fava de Sant Ignasi (Strychnos ignatii), arbust arbori asiàtic estretament relacionat amb el matacà.
- L'espècie Strychnos toxifera és una de les dues fonts del verí curare
- Altres espècies notables són Strychnos spinosa (Lam.), comunament coneguda com la taronja de Natal i Strychnos pungens, des del sud d'Àfrica, que són tolerants a la sequera i produeixen fruits comestibles.

Les llavors madures de Strychnos potatorum, poden moldre's i usades com a coagulant per purificar l'aigua, o poden ser fregats contra les parets interiors dels recipients de fang d'aigua.

## Selecció d'espècies
- Strychnos actua Progel
- Strychnos aculeata Soler.
- Strychnos acuta Progel
- Strychnos acutissima Gilg
- Strychnos afzelii Gilg
- Strychnos alvimiana Krukoff & Barneby
- Strychnos amazonica Krukoff
- Strychnos angolensis Gilg
- Strychnos angustiflora Benth.
- Strychnos araguaensis Krukoff & Barneby
- Strychnos asperula Sprague & Sandwith
- Strychnos asterantha Leeuwenb.
- Strychnos atlantica Krukoff & Barneby
- Strychnos axillaris Colebr.
- Strychnos bahiensis Krukoff & Barneby
- Strychnos barbata A.W. Hill
- Strychnos barnhartiana Krukoff
- Strychnos cathayensis Merr.
- Strychnos cogens Benth.
- Strychnos decussata (Pappe) Gilg
- Strychnos gerrardii N. E. Br.
- Strychnos gilletii De Wild.
- Strychnos guianensis  (J.B. Aublet, Martius)
- Strychnos gossweileri Exell
- Strychnos icaja Baillon
- Strychnos ignatii P.J. Bergius
- Strychnos innocua Delile
- Strychnos lucida R. Br.
- Strychnos mellodora S. Moore
- Strychnos minor Dennst.
- Strychnos mitis S. Moore
- Strychnos nitida G. Don
- Strychnos nux-vomica L.
- Strychnos potatorum L. f.
- Strychnos pungens Soler.
- Strychnos spinosa Lam.
- Strychnos suberosa De Wild.
- Strychnos tonga Gilg
- Strychnos toxifera R.H. Schomb. ex Benth.
- Strychnos tricalysioides Hutch. & M.B. Moss
- Strychnos umbellata (Lour.) Merr.
- Strychnos usambarensis Gilg
- Strychnos variabilis De Wild.
- Strychnos wallichiana Steud. ex A. DC.